# 富士通特機システム
富士通特機システム株式会社（ふじつうとっきシステム、英社名：FUJITSU TOKKI SYSTEMS LIMITED）は、かつて存在した防衛関連機器及びシステムの維持整備、並びに設計開発を営む富士通の完全子会社。略称はTSL。
富士通防衛グループ（富士通特機システム、富士通ディフェンスシステムエンジニアリング、富士通システム統合研究所）の１社であったが、2023年8月富士通システム統合研究所、富士通ディフェンスシステムエンジニアリングと統合合併し富士通ディフェンス&ナショナルセキュリティを設立した。

## 概要
防衛電子機器のメンテナンスを主な業務とし、航空機搭載コンピュータやディスプレイ、捜索監視などの赤外線イメージング装置、射撃管制などの各種レーダ装置、無線機器など、陸・海・空それぞれの自衛隊で使用されている富士通製品を中心に、各種輸入機器にいたるまでのトータルなメンテナンスを手がける。一方で、防衛分野で培った赤外線撮影技術を応用して医療用サーモグラフィ装置の開発なども行っている。

## 主要事業所
- 本社事務所：東京都千代田区五番町1-1 野村不動産市ヶ谷ビル
- 市ヶ谷ソリューションセンター：東京都新宿区四谷本塩町4-41 住友生命四谷ビル
- 那須事業所：栃木県大田原市下石上1388
- 岐阜事業所：岐阜県各務原市蘇原青雲町5-72-1 MTビル

## 沿革
- 1985年 - 会社設立（本社 富士通川崎工場内、営業部 富士通本社事務所内〈古河総合ビル〉、明石事業所 富士通明石工場内）。青森県八戸市に現在の八戸サポートセンターを開設。防衛庁（現防衛省）納入装置・システムの修理、保守を開始。
- 1986年 - 本社事務所を横浜市港北区（新横浜TECHビル）に移転。
- 1989年 - 鹿児島県鹿屋市に現在の鹿屋サポートセンターを開設。沖縄県那覇市に現在の沖縄サポートセンターを開設。航空機搭載機器の整備を開始。
- 1990年 - 栃木県大田原市（富士通那須工場内）に那須事業所を開設。岐阜県各務原市に岐阜事務所を開設。電子戦関連システムの整備・運用支援を開始。
- 1991年 - 青森県むつ市に現在のむつサポートセンターを開設。訓練支援装置の運用支援を開始。
- 1992年 - システム部門を株式会社富士通ディフェンスシステムエンジニアリングに移管。
- 1993年 - 営業部門を東京都港区（東京MIビル）に移転。携帯電話の修理を開始。ネットワーク監視システム構築。センターCEサービス開始。
- 1995年 - 本社事務所を川崎市中原区（武蔵小杉タワープレイス）に移転。
- 1998年 - GLI用システムチェックアウト装置開発。
- 1999年 - 熊本県熊本市に現在の熊本サポートセンターを開設。光位相伝搬特性計測装置開発。
- 2000年 - 宮城県仙台市に現在の仙台サポートセンターを開設。医療用赤外線装置「インフラアイ2000」開発。
- 2001年 - 携帯電話端末の保守サービスを開始。
- 2002年 - 東京都新宿区に市ヶ谷ソリューションセンターを開設。医療用赤外線装置「インフラアイミニ」開発。スマートセキュリティスイッチ開発。
- 2003年 - 特機サポートデスク（TSD）の運営を開始。情報セキュリティマネジメントシステム認証取得。
- 2004年 - 営業部門を東京都千代田区（市ヶ谷パロスビル）に移転。ISO9001認証取得。
- 2005年 - 広島県呉市に呉サポートセンターを開設。医療用赤外線装置「インフラアイ220」開発。
- 2007年 - 北海道旭川市に旭川サポートセンターを開設。
- 2008年 - 山形県山形市に山形サポートセンターを開設。兵庫県神戸市に関西サポートセンターを開設。携帯電話修理事業を富士通モバイルフォンプロダクツ株式会社に移管。医療用赤外線装置「インフラアイ3000」開発。
- 2010年 - 営業部門を東京都千代田区（野村不動産市ヶ谷ビル）に移転。
- 2011年 - 富士通特機コンポーネント株式会社設立。
- 2012年 - 北海道札幌市に北海道サポートセンターを開設。
- 2016年 - 神奈川県川崎市（富士通川崎工場内）に川崎事務所を開設。
- 2018年 - 明石事業所を那須事業所へ集約。
- 2021年 - 本社事務所を東京都千代田区（野村不動産市ヶ谷ビル）に移転。
- 2023年 - 富士通システム統合研究所、富士通ディフェンスシステムエンジニアリングと合併し富士通ディフェンス&ナショナルセキュリティを設立。